# Talpiot (programme)
 (mars 2025).
Pour l’article homonyme, voir Talpiot.
Talpiot est un programme d'élite créé en 1979 par les Forces de défense israéliennes (FDI) en collaboration avec l'Université hébraïque de Jérusalem. Conçu pour former des officiers exceptionnels dans les domaines scientifiques et technologiques, il vise à renforcer les capacités de recherche et développement (R&D) de l’armée israélienne. Le programme recrute chaque année une trentaine d'étudiants parmi les plus brillants d’Israël, sélectionnés pour leurs aptitudes académiques et leur potentiel en physique, mathématiques et informatique.

## Histoire
Le programme Talpiot est lancé en 1979 à l’initiative du professeur Felix Dothan et du général Aharon Beit Halahmi, dans le contexte de la guerre du Kippour (1973), qui avait révélé des lacunes technologiques dans les FDI. L’objectif initial était de former une nouvelle génération de leaders capables d’innover dans les technologies militaires. Depuis, Talpiot est devenu un vivier de talents pour l’industrie technologique israélienne, surnommée la « Startup Nation ».

## Fonctionnement
Les candidats au programme, généralement âgés de 18 ans, passent des tests rigoureux incluant des examens académiques, des entretiens et des évaluations psychologiques. Une fois admis, les participants suivent un cursus de trois ans à l’Université hébraïque de Jérusalem, où ils obtiennent un Bachelor of Science en physique ou en mathématiques, tout en recevant une formation militaire intensive. Après cette phase, ils servent au moins six ans dans les FDI, souvent dans des unités de R&D comme l’Unité 8200 ou le Corps du renseignement.
Le programme met l’accent sur la résolution de problèmes complexes et l’innovation technologique, avec des projets allant du développement de systèmes d’armes avancés à la cybersécurité.

## Impact
Talpiot a formé plusieurs figures influentes de l’industrie technologique israélienne, notamment Assaf Rappaport, cofondateur de Wiz et d’Adallom, ou encore Yonatan Striem-Amit, cofondateur de Cybereason. En 2025, environ 1 500 diplômés ont terminé le programme, contribuant à des avancées majeures dans les secteurs militaire et civil.

## Critiques
Malgré son prestige, Talpiot a été critiqué pour son élitisme et le coût élevé de sa formation, certains estimant que les ressources pourraient profiter à un plus grand nombre de soldats. Cependant, ses défenseurs soulignent son rôle clé dans le maintien de la supériorité technologique d’Israël.